# رباط چاهک
رباط چاهک مربوط به دوره صفوی است و در شهرستان قائنات، روستای چاهک واقع شده و این اثر در تاریخ ۵ آذر ۱۳۸۰ با شمارهٔ ثبت ۴۴۵۸ به‌عنوان یکی از آثار ملی ایران به ثبت رسیده است.